# Sibajak (Schiff)
Die Sibajak war ein tropentaugliches, komfortables Passagiermotorschiff für den Postdienst zwischen den Niederlanden und Niederländisch-Indien. Während des Zweiten Weltkriegs wurde sie als Truppentransporter und Auswandererschiff eingesetzt.

## Vorgeschichte
1923 erneuerte die niederländische Regierung den Postkontrakt mit N. V. Rotterdamsche Lloyd und übertrug der Reederei in Kooperation mit der Steamship Company Nederland (Amsterdam) den Passagier- und Postdienst nach Niederländisch-Indien. Im wöchentlichen Wechsel sollten Abfahrten von Amsterdam und Rotterdam nach Niederländisch-Indien erfolgen. Die Strecke betrug 9200 Seemeilen oder 17.000 Kilometer.
Zusätzlich zu den im April 1924 bzw. Februar 1926 in Dienst gestellten Passagierschiffen Slamat (11.406 BRT) und Indrapoera (10.772 BRT) gab der Rotterdamsche Lloyd im November 1925 ein drittes Schiff, die Sibajak, bei der Koninklijke Maatschappij „De Schelde“ für den Linienverkehr in Auftrag; ihre Konstruktion entsprach etwa der Indrapoera. Mit der Werft arbeitete die Reederei schon seit 1882 zusammen. Die Baukosten wurden mit 6,8 Millionen Gulden veranschlagt.

## Konstruktion
Die Sibajak war als Doppelschraubenschiff mit einer Länge von 161,55 Metern und einer Breite von 19,20 Metern konzipiert. Sie war mit zwei Achtzylinder-Schelde-Sulzer-Dieselmotoren mit insgesamt 10.200 PS (7,5 MW) für eine Dauergeschwindigkeit von 16,5 Knoten (30,5 km/h) ausgerüstet und hatte einen Schornstein. Zusätzlich befanden sich drei Fünfzylinder-Sulzer-Hilfsdieselmotoren für die Stromerzeugung an Bord. Das Schiff sollte modernsten Standards entsprechen, Komfort für Langzeitreisen in den Tropen bieten und hatte daher großzügige, gut durchlüftete offene Decks für zahlreiche Decksstühle.
Erstmals überhaupt wurden auf einem Schiff Stabilisierungstanks eingebaut, um das Rollen und Gieren des Schiffes in rauer See zu verhindern. Auch war das Schiff mit einem Echolot versehen. Der Innenausbau im Art-Nouveau-Stil erfolgte durch die renommierte Firma Mutters & Son in Den Haag. Für die Reederei neu war der Einbau elektrischer Fahrstühle für Kabinen und Speiseraum der ersten Klasse. Ausgelegt war die Sibajak für 200 Passagiere erster Klasse (nicht eingerechnet 30 Kinderbetten), 196 Passagiere zweiter, 68 dritter und 34 vierter Klasse. Die vierte Klasse war für Mannschaftsdienstgrade der Kolonialtruppen bestimmt.
Am 13. März 1926 wurde das Schiff mit der Baunnumer 181 auf Kiel gelegt. Die Bauzeit betrug knapp 13 Monate. Am 2. September 1927 lief der Neubau vom Stapel und wurde auf den Namen eines markanten Vulkans auf Sumatra getauft. Der Rumpf war taubengrau, Wasserpass und Aufbauten waren weiß gestrichen bis auf die hölzerne Brücke, der Schornstein war schwarz. Das waren die Traditionsfarben des Rotterdamsche Lloyd. Im Januar 1928 erfolgten die Probefahrten, wobei das Schiff eine Spitzengeschwindigkeit von 17,65 Knoten erreichte.
1935 erfolgte ein Umbau mit einem neuen hinteren, vor Rauchgasen geschützten Deckshaus, wodurch sich der umbaute Raum auf 12.226 BRT erhöhte. Danach konnte das Schiff 200 Passagiere erster, 150 zweiter und 75 dritter Klasse befördern. Die vierte Klasse entfiel.

## Fahrten im Liniendienst
Am 8. Februar 1928 begann die Jungfernreise der Sibajak von Rotterdam über Southampton, Lissabon, Tanger (wo sie in einen schweren Sturm geriet, der einige Schäden verursachte), Gibraltar, Marseille, Port Said, Sues, Colombo, Sabang, Belawan, Singapur nach Batavia (heute Jakarta) und weiter nach Surabaja. Die Rückreise endete am 24. April in Rotterdam.
Zeitweise wurde die Sibajak auch für Kreuzfahrten nach Skandinavien, England, Schottland, Madeira und Italien eingesetzt. Auf der 19. Reise lief das Schiff bei Port Sudan auf ein Riff und musste in Port Said provisorisch repariert werden.
1930/31 nahmen zwei weitere größere Schiffe der Reederei den Ostasiendienst auf, die MS Baloeran und MS Dempo. Im spanischen Bürgerkrieg wurden die Passagierschiffe von niederländischen Kriegsschiffen bei der Durchfahrt durch die Straße von Gibraltar begleitet.
1938/39 beförderte die Sibajak viele jüdische Flüchtlinge aus Europa mit dem Ziel Australien bis Colombo. Nach Kriegsausbruch wählte sie die Route um das Kap der Guten Hoffnung nach Südasien. Am 15. November 1939 kehrte sie letztmals zu Kriegszeiten nach Rotterdam zurück. Anschließend lief sie mit Schlepperbegleitung als Minenschutz durch den Ärmelkanal und über die Mittelmeerroute nach Niederländisch-Indien. Mehrfach wurden das Schiff und seine Fracht und Post nach Kriegsausbruch von englischen Kriegsschiffen durchsucht.

## Fahrzeit als Truppentransporter
Zur Zeit der deutschen Besetzung der Niederlande im Mai 1940 lag die Sibajak in Surabaja. Seither führte sie die Flagge von Curacao. Die 51. und 52. Reise führten mit Fracht, aber ohne Passagiere durch den Panamakanal an die US-Ostküste und zurück. Das britische Ministry of War Transport (BMWT) charterte im Mai 1941 die Sibajak mit ihrer niederländischen Besatzung unter der Regie der britischen Reederei P&O und rüstete sie in Singapur zum Truppentransporter für 2300 (maximal 2500) Soldaten mit minimaler Schiffsbewaffnung um.
Im März 1942 kapitulierten die niederländischen Truppen in Niederländisch-Indien vor den Japanern. Am 1. Juli 1942 wurde das Schiff in Liverpool von der niederländischen Exilregierung in London beschlagnahmt. Eingesetzt wurde die Sibajak in der Folge auf wechselnden Routen zwischen Singapur, Australien, Indien, Sues, Sierra Leone, Südafrika und Singapur, teils um Kap Hoorn und meist im Rahmen bewaffneter Konvois. Im August 1943 brach im Hafen von Durban ein Brand aus, der eine längere Reparatur erforderte. 1944 wurde die Sibajak mit einem Radargerät ausgerüstet. Nach Einsätzen und Dockaufenthalt im Mittelmeer erlebte sie das Kriegsende in Liverpool. Insgesamt beförderte sie im Krieg 75.000 Soldaten und legte 410.000 Seemeilen zurück.

## Fahrten zur Repatriierung niederländischer Siedler und als Auswandererschiff
Nach Ende des Krieges in Europa kam es in Niederländisch-Ostindien zu Unruhen und chaotischen Zuständen. Die Japaner unterstützten die antikoloniale Aufstandsbewegung. Nach der japanischen Kapitulation wurde am 15. August 1945 die Republik Indonesien ausgerufen. Die japanischen Kriegsgefangenenlager waren mit Niederländern überfüllt, aber außerhalb der Lager war es ebenfalls unsicher für sie. Zum Teil mussten die Japaner die Niederländer vor den Indonesiern schützen. Am 6. Juni 1945 wurde die Sibajak in Singapur wieder der niederländischen Regierung übergeben. Sie beförderte zunächst Soldaten für Polizeiaktionen von und nach Niederländisch-Indien sowie Niederländer, die nach Europa zurückkehren wollten. Seit 1948 fuhr sie wieder unter der Flagge der Niederlande. Sie beteiligte sich bis 1950 gemeinsam mit anderen Schiffen an der Repatriierung von insgesamt 70.000 niederländischen Siedlern, Soldaten und Verwaltungsbeamten.
Wegen hoher Arbeitslosigkeit und Wohnungsmangel in den Niederlanden entschlossen sich nach dem Krieg viele Niederländer zum Auswandern. Gleichzeitig warb Australien aktiv um europäische Zuwanderer. Die erste Fahrt der Sibarak mit Auswanderern von Rotterdam nach Australien begann am 15. April 1950. Auf der Rückfahrt wurden Niederländer aus Indonesien repatriiert. Diese Fahrten dauerten bis August 1951. Gelegentlich mussten Autos auf dem Promenadendeck befördert werden.
Nachdem die Reederei die luxuriöse Willem Ruys 1947 in Dienst gestellt hatte, wurde die Sibajak 1952 zu einem Einheitsklassenschiff mit geringerem Komfort für bis zu 956 Passagiere umgebaut, die z. T. in großen Schlafsälen mit bis zu 138 Kojen untergebracht waren. Der umbaute Raum betrug nun 12.342 BRT. Das Schiff wurde von der niederländischen Regierung gechartert und transportierte seit 1952 Auswanderer nach Kanada, in die USA, nach Südafrika, Australien und Neuseeland. 1957 endete der Chartervertrag mit der niederländischen Regierung. Danach wurde das Schiff vor allem für britische Passagiere und solche aus den britischen Dominions im Rund-um-die-Welt-Dienst mit Durchfahrten durch Panamakanal und Sueskanal eingesetzt.
1958 beschloss die Reederei, das veraltete Schiff stillzulegen. Von Juni bis August 1959 erfolgte eine letzte Reise nach Australien, Neuseeland und Hongkong, wo das Schiff zum Abbruch verkauft wurde.